# Laurent Mauvignier
Laurent Mauvignier (Tours, 1967), escritor francés, es uno de los nombres de la novelística francesa actual más elogiados.[cita requerida]

## Trayectoria
Laurent Mauvignier, nacido en Tours, se licenció en Bellas Artes. Estuvo becado en Roma. Vive hoy habitualmente en Toulouse.
En 1999 se dio a conocer con Loin d'eux. Es autor de ocho novelas, en general aclamadas por la crítica, ya desde su segunda novela, Aprender a terminar, de 2000, un monólogo que de hecho recibió cuatro premios literarios. 
Su consagración internacional se produjo con Des hommes. Se dice que su otra obra traducida al castellano, Hombres, de 2009, es acaso una de las mejores novelas francesas más recientes. Fue galardonada con el Premio Millepages, el Premio de los Libreros y el de las Librerías Initiales. 
Está en marcha la adaptación cinematográfica de Des hommes, que dirigirá Patrice Chéreau.
Mauvignier fue reconocido como Caballero de la Ordre des Arts et des Lettres, en enero de 2010.

## Obra

### Novelas
- Loin d'eux, Minuit, 1999. Tr.: Lejos de ellos, Cabaret Voltaire, 2014 ISBN 978-84-942185-4-5.
- Apprendre à finir, Minuit, 2000. Tr.: Aprender a terminar, Pasos Perdidos, 2012 ISBN 978-84-939879-4-7. Galardones: Prix Wepler y Prix Fénéon en 2000; Prix du Livre Inter y Prix du deuxième roman 2001.
- Ceux d'à côté, Minuit, 2002
- Seuls, Minuit, 2004
- Dans la foule, Minuit, 2006. Tr.: En la turba, Nocturna, 2017 ISBN 978-84-16858-08-8. Galardones: Prix du roman Fnac
- Des hommes,  Minuit, 2009. Tr.: Hombres, Anagrama, 2011 ISBN 978-84-339-7550-8. Galardones: Prix Virilo 2009; y Prix des Libraires
- Un jour dans la vie, Lyon, Passages, 2010
- Ce que j'appelle oubli, Minuit, 2011. Tr.: Lo que yo llamo olvido, Anagrama, 2013 ISBN 978-84-339-7861-5
- Autour du monde, Minuit, 2014. Tr.: Alrededor del mundo, Nocturna, 2020 ISBN 978-84-17834-56-2
- Continuer, Minuit, 2016

### Diálogos
- Le Lien, Minuit, 2005

### Teatro
- Tout mon amour, Minuit, 2012. Se montó en el Théâtre Garonne, de Toulouse.
- Une légère blessure, Minuit, 2016.

### Guiones de TV
- Seule, telefilm de Fabrice Cazeneuve, en 2008
- Chien de guerre, telefilm de Fabrice Cazeneuve, en 2011